# 法拉第电解定律

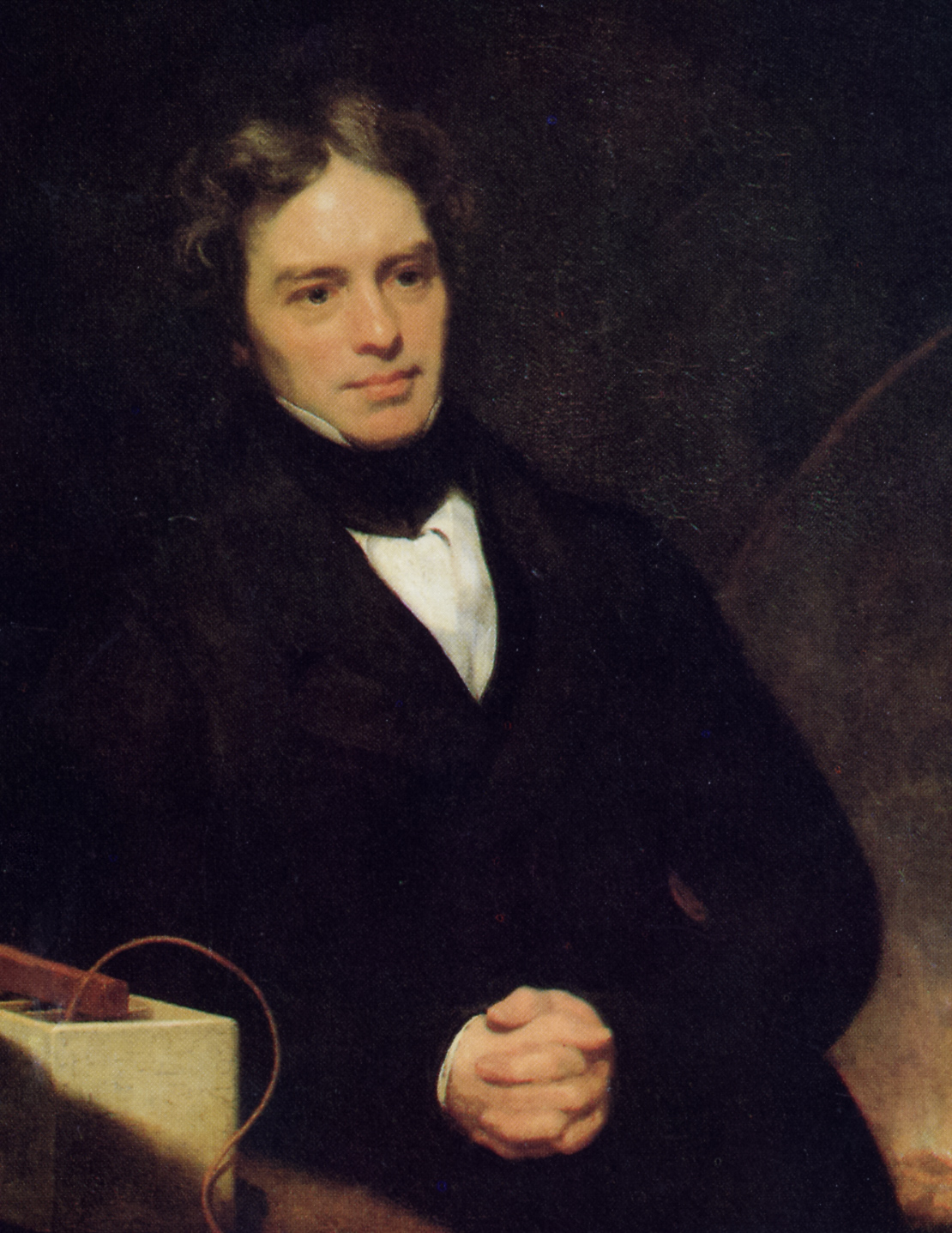
科學家米高·法拉第（1791－1867）。

法拉第電解定律（英語：Faraday's laws of electrolysis），是化學中的兩條定律，用於有關電解的化學計量。這定律由英國科學家米高·法拉第，在19世紀前半期通過大量實驗得出的經驗規律，並於1834年發表。法拉第電解定律適用於一切電極反應的氧化還原過程，是電化學反應中的基本定量定律。

## 法拉第電解第一定律
法拉第電解第一定律說明：
|  | 在電解過程中，物質在電極生成的質量，與通過電極的電量成正比。 |

這裡的電量，指的是電荷的數量，現代物理常以庫侖 (C) 作為單位。在使用恒定電流時，電荷又與供電的時長成正比。換句話說，在恒定電流下，電解時間愈長，在電極生成的物質愈多，二者成正比。

## 法拉第電解第二定律
法拉第電解第二定律說明：
|  | 在電解過程中，使用相同的電量，不同物質在電極生成的質量，與該物質的當量重量成正比。 |

這裡的當量重量，是指該物質的摩爾質量，除以它接受或失去電子的數目。舉例來說，在銅離子溶液的電解實驗中，從銅(I)離子 Cu+ 所得的銅金屬，其當量重量是 63.5 ÷ 1 = 63.5 g ；從銅(II)離子 Cu2+ 所得的銅金屬，則有當量重量 63.5 ÷ 2 = 31.75 g。也就是說，若使用相同的電量，後者生成的銅金屬是前者的一半。

## 數學表示
對於某物質 X 的溶液 Xz+(aq) 進行電解：
Xz+(aq) + z e− → X(s)  ，
根據法拉第電解定律，若使用電量 Q 進行電解，則可得生成質量 M
{\displaystyle M\propto Q\cdot {\frac {M_{\mathrm {mol} }}{z}}} 。
使用摩爾質量的公式 {\displaystyle n={\frac {M}{M_{\mathrm {mol} }}}} ，可以簡略寫成
{\displaystyle n\propto {\frac {Q}{z}}} ，
其中 n 是生成物質的摩爾數。

## 數學證明
首先定義法拉第常數 F ，作為一摩爾電子的電量。從實驗量度得知，法拉第常數 F = 96 485.332 12... C mol−1 。
從化學方程式可知，生成一摩爾的物質，需要 z 摩爾的電子，即 zF 的電量。
因此，生成 n 摩爾的物質，需要 nzF 的電量：
{\displaystyle Q=nzF}。
整理可得
{\displaystyle n={\frac {Q}{zF}}}。
證畢。

## 計算公式
從上得知，法拉第電解定律可表示為
{\displaystyle n={\frac {Q}{zF}}}，
其中：
- n = 生成物質的摩爾數 [mol]；
- Q = 總電量 [C]；
- z = 生成物的電子轉移數量；
- F = 法拉第常數 96 485.332 12... [C mol−1]。

對於恒定電流的情況，使用電流公式 {\displaystyle I={\frac {dQ}{dt}}} ，可以寫成
{\displaystyle n={\frac {It}{zF}}}，
其中：
- I = 電流 [A]；
- t = 電解時長 [s]。

若電流隨時間有所變化，則須以積分求得總電量作計算：
{\displaystyle n={\frac {1}{zF}}\int _{0}^{t}I(\tau )d\tau }。
其中：
- τ = 時間變數 [s]；
- I(τ) = 電流隨時間 τ 變化的函數 [A]。